# Liste der Bodendenkmäler in Nordkirchen
Die Liste der Bodendenkmäler in Nordkirchen enthält die denkmalgeschützten unterirdischen baulichen Anlagen, Reste oberirdischer baulicher Anlagen, Zeugnisse tierischen und pflanzlichen Lebens und paläontologischen Reste auf dem Gebiet der Gemeinde Nordkirchen im Kreis Coesfeld in Nordrhein-Westfalen (Stand: September 2020). Diese Bodendenkmäler sind in Teil B der Denkmalliste der Gemeinde Nordkirchen eingetragen; Grundlage für die Aufnahme ist das Denkmalschutzgesetz Nordrhein-Westfalen (DSchG NRW).
| Bild           | Bezeichnung   | Lage                         | Beschreibung | Bauzeit       | Eingetragen seit | Denkmal- nummer |
| -------------- | ------------- | ---------------------------- | ------------ | ------------- | ---------------- | --------------- |
| weitere Bilder | Turmhügelburg | Nordkirchen Hirschpark Karte |              | 10. - 12. Jh. |                  | 1               |